# Emiliano Tria Tirona

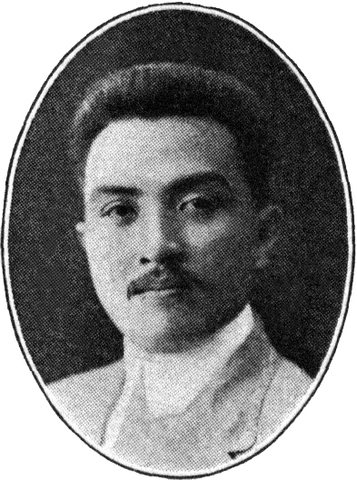
Emiliano Tria Tirona

Emiliano Tria Tirona (* 1882 in Kawit, Cavite; † nach 1953) war ein philippinischer Politiker der Nacionalista Party sowie der Liberal Party, der unter anderem von 1916 bis 1919 sowie abermals zwischen 1931 und 1934 Mitglied des Repräsentantenhauses sowie zwischen 1922 und 1928 und erneut von 1942 bis 1953 Mitglied des Senats war. Er war ferner zwischen 1943 und 1945 Minister für Gesundheit, Arbeit und öffentlichen Unterricht der mit der japanischen Besatzungsmacht kollaborierenden Regierung 
von Präsident José P. Laurel.

## Leben

### Rechtsanwalt und Abgeordneter
Tirona begann nach dem Besuch des Ateneo Municipal de Manila sowie des Instituto Burgos in Malolos ein grundständiges Studium an der Escuela de Derecho de Manila, das er 1902 mit einem Bachelor of Arts (B.A.) abschloss. Ein darauf folgendes der Rechtswissenschaften an der Escuela de Derecho de Manila beendete er 1905 mit einem Bachelor of Laws (LL.B.) und nahm nach seiner anwaltlichen Zulassung eine Tätigkeit als Rechtsanwalt auf. Ein weiteres postgraduales Studium der Rechtswissenschaften schloss er mit einem Master of Laws (LL.M.) ab. 1906 wurde er zunächst Sekretär des Instituto Filipino, dessen Vizedirektor und Direktor er später wurde. 1910 wurde er zum Mitglied des Exekutivkomitees der am 29. April 1907 gegründeten Nacionalista Party gewählt.
Bei der Nachwahl vom 19. Januar 1909 wurde Tirona für die Provinz Cavite zum Mitglied der Philippinischen Versammlung gewählt, nachdem der bisherige Wahlkreisinhaber Rafael Palma bereits am 1. Juli 1908 zum Mitglied der Philippinischen Kommission (Philippine Commission) ernannt wurde. Er gehörte der Philippinischen Versammlung bis zum 16. Oktober 1912 an und verlor dann seinen Sitz an Florentino Joya. Nach dem Inkrafttreten des Philippine Autonomy Acts und der damit verbundenen Einführung der Philippinischen Legislative am 29. August 1916 wurde Tirona für die Nacionalista Party bei den Wahlen vom 10. Oktober 1916 zum Mitglied des ersten Repräsentantenhauses gewählt und vertrat in diesem bis zu den Wahlen vom 3. Juni 1919 den einzigen Wahlkreis der Provinz Cavite.

### Wahl zum Senator, Japanische Besatzungszeit und Minister
Bei den Wahlen vom 6. Juni wurde Tirona für die Partido Nacionalista Consolidato erstmals zum Mitglied des Senats gewählt und vertrat in diesem nach seiner Wiederwahl am 2. Juni 1925 sechs Jahre bis 1928 lang den vierten Senatswahlbezirk (Fourth District), der Manila sowie die Provinzen Bataan, Laguna und Rizal umfasste. Bei den Wahlen vom 2. Juni 1931 wurde er wiederum zum Mitglied des Repräsentantenhauses gewählt und vertrat dort erneut bis zu den Wahlen vom 5. Juni 1934 den einzigen Wahlkreis der Provinz Cavite. Er gehörte zwischen 1931 und 1932 zudem der nach Sergio Osmeña und Manuel Roxas benannten OsRox–Mission an, die bei der Regierung der USA Verhandlungen zur Unabhängigkeit der Philippinen führte. Bei der ersten Präsidentschaftswahl im Commonwealth der Philippinen am 16. September 1935 unterstützte er die Kandidatur von Emilio Aguinaldo, der mit 179.349 Stimmen jedoch haushoch gegen Manuel Quezon verlor, auf den 695.332 Stimmen entfielen.
Tirona wurde für die Nacionalista Party bei den Wahlen vom 11. November 1941 wieder zum Mitglied des Senats gewählt. Allerdings konnten er und die anderen 24 gewählten Senatoren ihren Amtseid am 30. Dezember 1941 nicht ablegen, da die Philippinen am 8. Dezember 1941 von Japan besetzt wurden und der Senat nach der Schlacht um die Philippinen nicht mehr zusammentrat. Stattdessen gehörte er vom 25. September 1943 bis zum 2. Februar 1944 der Nationalversammlung der Zweiten Philippinischen Republik an und vertrat in dieser für die Kapisanan ng Paglilingkod sa Bagong Pilipinas (KALIBAPI) die Provinz Cavite. Im Oktober 1943 wurde er von Präsident José P. Laurel als Minister für Gesundheit, Arbeit und öffentlichen Unterricht in dessen Regierung der berufen, die mit der japanischen Besatzungsmacht kollaborierte. Den Ministerposten bekleidete er bis zum Ende von Laurels Amtszeit im August 1945.

### Nachkriegszeit und Wiederwahl zum Senator
Die erste Senatssitzung fand erst nach der Rückeroberung der Philippinen am 5. Juli 1945 statt. An dieser ersten Sitzung nahmen nur noch 15 der 24 Senatsmitglieder teil, da die übrigen Mitglieder entweder verstorben (Daniel Maramba und José Ozámiz) oder wegen Kollaboration mit der japanischen Besatzungsmacht angeklagt waren (Vicente Madrigal, Quintín B. Paredes, Claro M. Recto, Eulogio A. Rodriguez, Sr., Prospero E. Sebastian, Emiliano Tria Tirona und José Yulo). 
Eine ursprünglich im September 1945 vorgesehene Wahlzeit der ersten Senatoren nach dem Ende des Zweiten Weltkrieges von zwei, vier und sechs Jahren wurde aufgegeben. Vielmehr war zuvor die Wahlzeit der acht Senatoren Alauya Alonto, Pedro C. Hernaez, Domingo Imperial, Vicente Madrigal, Vicente Rama, Eulogio A. Rodriguez, Sr., Prospero E. Sebastian und Emiliano Tria Tirona durch Losentscheid bis November 1947 verlängert, während die übrigen 16 Senatoren bei den Wahlen vom 23. April 1946 für sechs beziehungsweise drei Jahre gewählt wurden. Bei den Wahlen vom 11. November 1947 bewarb er sich nunmehr für die Liberal Party abermals für einen Sitz im Senat und errang mit 1.552.545 Stimmen den vierten Platz der acht zu vergebenden Sitze im Senat. Er gehörte daraufhin vom 30. Dezember 1947 bis zum 30. Dezember 1953 erneut dem Senat an.